# 에피루비신
에피루비신(Epirubicin)은 화학요법에 사용되는 안트라사이클린 약물이다. 다른 약물과 함께 유방암 치료에 사용할 수 있다. 미국에서는 화이자가 엘렌스(Ellence)라는 상표명으로 시판하고 있다.
다른 안트라사이클린과 유사하게 에피루비신은 DNA 가닥을 삽입하여 작용한다. 인터칼레이션은 DNA 및 RNA 합성을 억제하는 복합체 형성을 초래한다. 또한 토포이소머라아제 II에 의한 DNA 절단을 유발하여 세포 사멸로 이어지는 메커니즘을 유발한다. 세포막과 혈장 단백질에 대한 결합은 화합물의 세포독성 효과에 관여할 수 있다. 에피루비신은 또한 세포와 DNA 손상을 일으키는 자유 라디칼을 생성한다.
에피루비신은 가장 인기 있는 안트라사이클린인 독소루비신보다 부작용이 적은 것으로 나타나 일부 화학 요법에서 선호된다. 에피루비신은 주로 유방암 및 난소암, 위암, 폐암 및 림프종에 사용된다.

## 작용 기전
자유라디칼(free radical, 유리기)의 생성으로 세포와 DNA에 손상을 입힌다. 또한 topoisomerase II를 활성시켜 DNA를 임의로 절단하게 한다.
모든 세포 주기에서 활성을 나타내지만 S기와 G2기에서 가장 활성화된다.

## 부작용
일반적인 부작용으로 구역질과 탈모증이 있다.

## 역사
에피루비신의 첫 임상 시험은 1980년에 발표되었다.